# Шівсько
Шівсько (пол. Szówsko) — село в Польщі, у гміні В'язівниця Ярославського повіту Підкарпатського воєводства.
Населення — 3254 особи (2011).

## Історія
Перша згадка про село походить з документу надання Ярослава з довколишніми селами королем Владиславом Ягайлом Яну з Тарнова 27 листопада 1387 р.
Село було в королівській власності, через що наявні дані в податкових реєстрах. Зокрема, в 1515 р. були 13 ланів ріллі. Село входило до Перемишльської землі Руського воєводства.
У 1892 р. в селі Шівсько було 202 будинки і проживали 1112 мешканців, в присілку Сотна — 9 будинків і 66 мешканців, на території земель фільварку — 3 будинки і 52 мешканці; за конфесійною належністю: 1055 римо-католиків, 150 греко-католиків, 2 євангелісти і 23 юдеї.
У 1936 р. в с. Шівсько Мале було 65 греко-католиків, в с. Шівсько Велике — 93 (парафія В'язівниця Ярославського деканату Перемишльської єпархії), а в присілку Сотна — 85 (парафії Ярослав того ж деканату).
На 01.01.1939 в селі проживало 2090 мешканців, з них 140 польськомовних українців, 1930 поляків і 20 євреїв. Село належало до ґміни В'язівниця Ярославського повіту Львівського воєводства.
У 1975—1998 роках село належало до Перемишльського воєводства.

## Демографія
Демографічна структура станом на 31 березня 2011 року:
|          | Загалом | Допрацездатний вік | Працездатний вік | Постпрацездатний вік |
| -------- | ------- | ------------------ | ---------------- | -------------------- |
| Чоловіки | 1599    | 343                | 1122             | 134                  |
| Жінки    | 1655    | 336                | 1009             | 310                  |
| Разом    | 3254    | 679                | 2131             | 444                  |